# パフォーマンス・マーケティング
パフォーマンス・マーケティング株式会社は、検索エンジン上の情報危機管理対策の民間企業。

## 概要
インターネット上の情報危機管理対策コンサルティングなどを行っている企業である。

## 事業内容
- 誹謗中傷・虚偽書き込み掲示板・ブログの削除支援
- 検索エンジン関連検索ネガティブキーワードの削除
- 書き込み者の特定、サイト運営者調査支援
- 業務妨害を目的としたメール攻撃に対する対策支援
- 脅迫メール対策、不法サイト対策支援